# Phasmotaenia australe
Phasmotaenia australe är en insektsart som beskrevs av Günther 1933. Phasmotaenia australe ingår i släktet Phasmotaenia och familjen Phasmatidae. Inga underarter finns listade i Catalogue of Life.